# Little Melton
Little Melton è un villaggio e parrocchia civile dell'Inghilterra, appartenente alla contea del Norfolk.
Il nome del villaggio significa "fattoria/insediamento di mezzo".